# Kamel Chebli
Kamel Chebli (كمال الشبلي; Tunisi, 9 marzo 1954) è un allenatore di calcio ed ex calciatore tunisino, di ruolo difensore.

## Palmarès

### Giocatore

#### Competizioni nazionali
- Campionato tunisino: 2

Club Africain: 1978-1979, 1979-1980
- Coppa di Tunisia: 1

Club Africain: 1975-1976
- Supercoppa di Tunisia: 1

Club Africain: 1979